# The Yards – Im Hinterhof der Macht
The Yards – Im Hinterhof der Macht ist ein US-amerikanisches Filmdrama von James Gray aus dem Jahr 2000.

## Handlung
Die Wagen der New Yorker U-Bahn werden in einem Werk in Queens gewartet. Die Aufträge werden in einem System der Korruption vergeben, in dem Frank Olchin die Fäden zieht. Manchmal werden die Werke der Mitbewerber sabotiert.
Leo Handler saß unschuldig im Gefängnis. Nach seiner Freilassung arbeitet er für Olchin, der seine Tante Kitty heiratete. Willie Gutierrez hilft ihm dabei.
Handler wird des Mordes an einem Angestellten der U-Bahn und der Körperverletzung eines Polizisten verdächtigt. Er flieht und kämpft gegen das Korruptionsnetzwerk.

## Kritiken
- G. Allen Johnson lobte im San Francisco Examiner die Leistungen der Schauspieler. (www.metacritic.com)
- Michael Wilmington schrieb in der Chicago Tribune, dass der Film ein seltener und gelungener Thriller mit realen Charakteren und einem glaubwürdigen Hintergrund sei.
- Desson Howe schrieb in der Washington Post, dass der Regisseur den Kampf gegen das doofe Drehbuch verloren habe. Der Film wirke wie die Pilotfolge einer Fernsehserie. Howe lobte die Darstellungen von Ellen Burstyn und Faye Dunaway, kritisierte aber, dass sie nur Nebenrollen spielen würden. (Vollständige Kritik)

## Auszeichnungen
- National Board of Review Award für Joaquin Phoenix im Jahr 2000
- Nominierung für die Goldene Palme für James Gray im Jahr 2000
- Broadcast Film Critics Association Award für Joaquin Phoenix im Jahr 2001